# Rémi Walter
Rémi Walter (Essey-lès-Nancy, 26 de abril de 1995) é um futebolista profissional francês que atua como meia.

## Carreira
Rémi Walter começou a carreira no Nancy.